# She Wolf (album)
She Wolf – ósmy, studyjny album kolumbijskiej piosenkarki Shakiry. Album został wydany 9 października 2009 w Europie przez Sony Music, 12 października w Wielkiej Brytanii przez RCA Records, a 23 listopada w USA przez Epic Records.
18 listopada 2009 roku album uzyskał certyfikat złotej płyty w Polsce.
Album był promowany podczas światowego tournée The Sun Comes Out World Tour, w Polsce koncert odbył się 17 maja 2011 roku w łódzkiej Atlas Arenie.

## Lista utworów
| #   | Tytuł                                                    | Produkcja                              | Słowa                                              | Czas |
| --- | -------------------------------------------------------- | -------------------------------------- | -------------------------------------------------- | ---- |
| 1.  | „She Wolf”                                               | John Hill                              | Sam Endicott, John Hill                            | 3:08 |
| 2.  | „Did It Again”                                           | The Neptunes                           | Pharrell Williams                                  | 3:12 |
| 3.  | „Long Time”                                              | The Neptunes                           | Pharrell Williams                                  | 2:56 |
| 4.  | „Why Wait”                                               | The Neptunes                           | Pharrell Williams                                  | 3:41 |
| 5.  | „Good Stuff”                                             | The Neptunes                           | Pharrell Williams                                  | 3:17 |
| 6.  | „Men in This Town”                                       | John Hill                              | Endicott, Hill                                     | 3:34 |
| 7.  | „Gypsy”                                                  | Amanda Ghost, Lukas Burton, Future Cut | Amanda Ghost, Ian Dench, Carl Sturken, Evan Rogers | 3:18 |
| 8.  | „Spy” (gośc. Wyclef Jean)                                | Wyclef Jean, Jerry Duplessis           | Wyclef Jean                                        | 3:27 |
| 9.  | „Mon Amour”                                              | John Hill                              | Albert Menendez                                    | 4:05 |
| 10. | „Lo Hecho Está Hecho” (hiszpańska wersja „Did It Again”) | The Neptunes                           | Jorge Drexler, Williams                            | 3:12 |
| 11  | „Años Luz” (hiszpańska wersja „Why Wait”)                | The Neptunes                           | Drexler, Williams                                  | 3:41 |
| 12. | „Loba” (hiszpańska wersja „She Wolf”)                    | John Hill                              | Endicott, Hill, Drexler                            | 3:08 |

## Single
| #  | Tytuł              | Opis |
| -- | ------------------ | --- |
| 1. | „She Wolf/Loba”    | piosenka electropop wydana 14 lipca 2009 jako pierwszy singel z płyty. Piosenka nagrana została w języku hiszpańskim pod tytułem „Loba”, zaś premierę miała 29 czerwca 2009 w systemie airplay.                                    |
| 2. | „Did It Again”     | piosenka dance-pop wydana 16 października 2009 jako drugi singel z płyty. Została nagrana wersja w języku hiszpańskim: „Lo Hecho Está Hecho”                                                                                       |
| 3. | „Give It Up to Me” | piosenka hip-hopowa wydana 10 listopada 2009 jako trzeci singel z płyty. W piosence gościnnie wstępuje amerykański raper Lil Wayne. Utwór został wyprodukowany przez Timbalanda. Pojawia się tylko na amerykańskiej wersji albumu. |